# Sasmuan
Sasmuan è una municipalità di quarta classe delle Filippine, situata nella Provincia di Pampanga, nella regione di Luzon Centrale.
Sasmuan è formata da 12 baranggay:
- Batang 1st
- Batang 2nd
- Mabuanbuan
- Malusac
- Sabitanan
- San Antonio
- San Nicolas 1st
- San Nicolas 2nd
- San Pedro
- Santa Lucia (Pob.)
- Santa Monica
- Santo Tomas